# Johan Christian Janzon
Johan Christian Janzon (Storkyrkoförsamlingen, 1853. július 9. – Párizs, 1910. október 13.) svéd újságíró, író.

## Munkássága
Janzon 1874-ben lett a Stockholms Dagblad nevű svéd újság külföldi tudósítója. Cikkei aláírásaként a Spada nevet használta. 1876–78 között haditudósító volt Törökországban az orosz-török háború idején. 1879-ben a lap párizsi tudósítója lett, ahol jó kapcsolatot épített ki az ott alkotó svéd művészek körével és később is nagy érdeklődéssel követte munkásságukat. Anders Zorn, a neves svéd festő olajfestményen örökítette meg őt. (A festmény ma a Kalmar Konstmuseum tulajdonában van, 2017 nyarán a morai Zorn Múzeumban állították ki a Zorn och Frankrike, azaz Zorn és Franciaország című időszaki kiállításon.)
Janzon a továbbiakban többek között Egyiptomban (1882), majd Görögországban (1897) dolgozott. Tapasztalatairól, élményeiről újságcikkei mellett több könyvet is írt.

## Műveiből
- Ströftåg i Orienten (1881) (Vándorlások Keleten)
- Alfred Wahlberg (1909)
- Ströftåg i skilda land (3 kötet, 1911-13) (Vándorlások különböző országokban)
- Svenska pariserkonstnärer i hvardagslag (1913) (A párizsi svéd művészek mindennapjai).

## Fordítás
- Ez a szócikk részben vagy egészben a Johan Christian Janzon című svéd Wikipédia-szócikk ezen változatának fordításán alapul.  Az eredeti cikk szerkesztőit annak laptörténete sorolja fel. Ez a jelzés csupán a megfogalmazás eredetét és a szerzői jogokat jelzi, nem szolgál a cikkben szereplő információk forrásmegjelöléseként.